# Дан Марсала
Дан Марсала (роден на 3 ноември 1980 г.) е вокалист на метъл групата Story Of The Year. Женен е за любимата му Джени.
Дан е в състояние да свири на няколко инструмента (барабани, китара), но той избира да пее в групата. Той свири с неговите колеги в продължение на около петнадесет години. Дан, заедно с басиста си, написват повечето песни на втория албум на групата, In The Wake Of Determination.